# Euroscetticismo

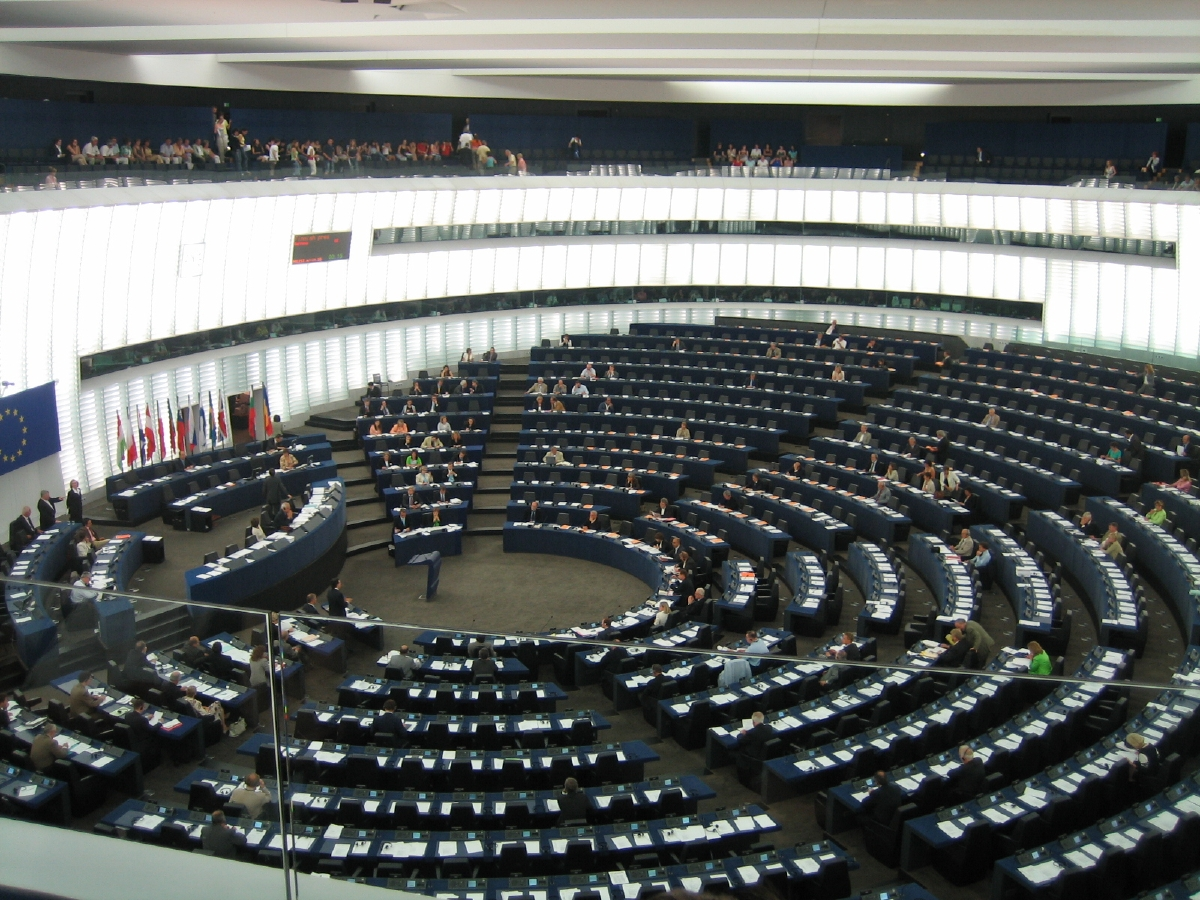
Il Parlamento europeo

L'euroscetticismo è un orientamento di critica ai leader dell'Unione europea e di opposizione al processo di integrazione politica europea; è presente all'interno di tutto lo spettro politico. Tradizionalmente, la fonte principale alla base dell'euroscetticismo è stata l'idea secondo cui il processo di integrazione indebolisca i singoli Stati membri dell'Unione europea; altre cause includono le percezioni di una UE antidemocratica o eccessivamente burocratica.
Tra i successi storici degli euroscettici ci sono la bocciatura della Costituzione Europea nel Referendum francese e in quello olandese del 2005, che portarono all'affossamento della carta comune europea. Un altro successo è il no irlandese nel referendum sul Trattato europeo, che nel giugno 2008 sostituiva la Costituzione Europea proprio in seguito alle bocciature francese e olandese. Una sconfitta per gli euroscettici è però arrivata proprio con il secondo referendum sul Trattato di Lisbona dove più di due terzi degli irlandesi si sono espressi per il sì, dando il via libera definitivo alla ratifica.

## Terminologia
Possono essere considerati due tipi di pensiero euroscettico, che si differenziano nella misura in cui gli aderenti rifiutano l'integrazione europea e nelle loro ragioni per farlo. Aleks Szczerbiak e Paul Taggart definirono tali correnti di pensiero "euroscetticismo forte" ed "euroscetticismo moderato".

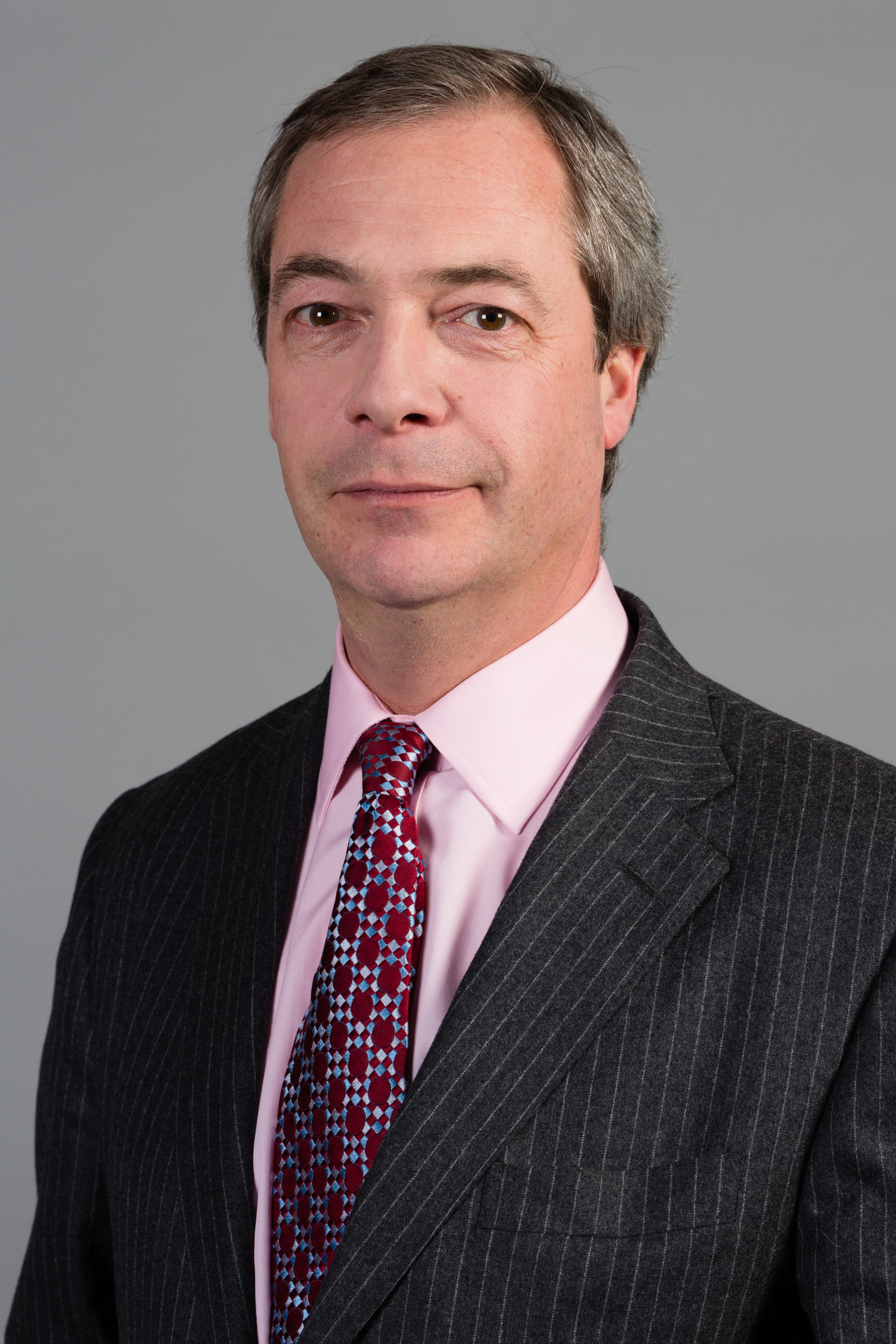
Nigel Farage

Definizioni alternative ai summenzionati nomi sono rispettivamente «withdrawalist» ed «euroscetticismo riformista». Alcuni euroscettici forti come gli aderenti all'UKIP preferiscono chiamarsi «eurorealisti» piuttosto che «scettici» e considerare la loro posizione pragmatica piuttosto che "in linea di principio". Anche molte persone riconducibili alla sinistra come Tony Benn tendono a non utilizzare il termine «euroscettico» per riferirsi a loro stesse, sebbene condividano molte delle critiche all'Unione europea; possono infatti utilizzare definizioni come «eurocritico» o chiamarsi semplicemente «democratici» o «socialisti».
Il presidente ceco Václav Klaus respinse il termine «euroscetticismo», con le sue presunte sfumature negative, dicendo nel 2012 che le espressioni atte a designare un euroscettico ed un suo avversario dovrebbero essere rispettivamente «eurorealista» ed «euronaïf».

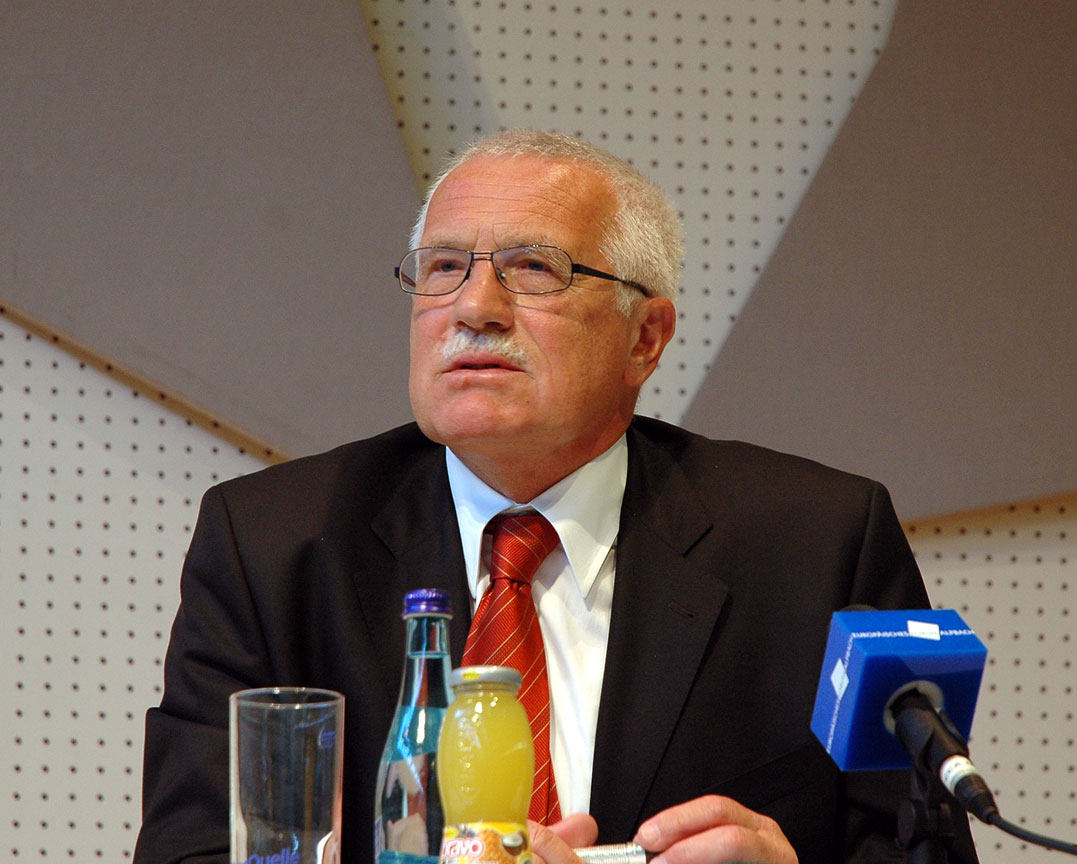
Václav Klaus

François Asselineau della UPR ha messo sotto accusa il termine «scettico» per descrivere l'euroscettico forte o coloro che vogliono uscire dalla UE, preferendo appoggiare l'uso del termine «euroavversario». Ad ogni modo, Asselineau ritiene appropriato il termine «scettico» per gli euroscettici moderati, dal momento che gli altri partiti francesi si limitano alla "semplice critica" della UE senza tener conto del fatto che il Trattato sul funzionamento dell'Unione europea è modificabile solo con l'approvazione unanime, che lui ritiene impossibile da raggiungere, dei Paesi membri

### Euroscetticismo moderato
Con euroscetticismo moderato s'intende il sostenere l'esistenza e l'appartenenza a una forma di Unione europea, opponendosi tuttavia a politiche specifiche della UE, oltre che all'Europa federale. Il Gruppo dei Conservatori e dei Riformisti Europei e il Gruppo della Sinistra al Parlamento europeo sono moderatamente euroscettici.

### Euroscetticismo forte
Con euroscetticismo forte s'intende l'opposizione per principio all'appartenenza all'Unione europea oppure all'esistenza della stessa. Il gruppo Europa della Libertà e della Democrazia al Parlamento europeo, composto da partiti come lo UKIP, rientrava nella categoria dell'euroscetticismo forte. Nei Paesi membri dell'Europa occidentale, l'euroscetticismo forte è attualmente una caratteristica dei partiti antisistema.

## Storia nel parlamento europeo

### 1999–2004
Uno studio ha analizzato i dati dei voti del quinto Parlamento europeo e i gruppi classificati, concludendo che: I partiti filoeuropeisti arrivarono primi nelle elezioni europee ( Gruppo del Partito del Socialismo Europeo, Gruppo del Partito Popolare Europeo, Alleanza Democratica Europea, Gruppo del Partito Europeo dei Liberali, Democratici e Riformatori) mentre per ultimi arrivarono i partiti tendenzialmente eurocritici (I Verdi/Alleanza Libera Europea, Gruppo della Sinistra al Parlamento europeo, Europa delle Democrazie e delle Diversità, Unione per l'Europa delle Nazioni). Dopo il trattato di Maastricht del 1992 e soprattutto dalle elezioni europee del 1994 iniziarono ad entrare al Parlamento europeo partiti politici sempre più critici verso una maggiore integrazione europea politica.

### 2004–2009
Nel 2004, trentasette eurodeputati provenienti da Regno Unito, Polonia, Danimarca e Svezia fondarono, sulle ceneri del vecchio Europa delle Democrazie e delle Diversità, un nuovo gruppo presso il Parlamento europeo denominato Indipendenza e Democrazia.
Il principale obiettivo di tale gruppo è stato la bocciatura del proposto Trattato che adotta una Costituzione per l'Europa – più comunemente noto come "Costituzione europea". Alcune delegazioni interne al gruppo, in particolare quella dell'UKIP, sostennero inoltre la completa uscita del loro Paese dall'Unione, mentre altre vollero semplicemente porre limiti più stringenti all'integrazione europea.

### Elezioni del 2009
Le Elezioni europee del 2009 videro un significativo calo degli euroscettici in determinate aree; tutti gli eurodeputati polacchi, danesi e svedesi persero il proprio seggio. Di contro, l'UKIP ottenne il secondo posto tra i partiti del Regno Unito superando il Partito Laburista al governo. Inoltre, sempre nell'ambito dei risultati britannici, il BNP ottenne i suoi primi due rappresentanti all'europarlamento.
Il gruppo Indipendenza e Democrazia si riformò sotto la nuova denominazione di Europa della Libertà e della Democrazia con una rappresentanza composta da 32 eurodeputati provenienti da nove Paesi.

### Elezioni del 2014
Le elezioni europee del 2014 hanno visto un grande voto anti-establishment a favore dei partiti euroscettici, che hanno preso circa un quarto dei seggi disponibili. Quelli che sono arrivate per primi alle elezioni europee nei rispettivi paesi includevano: lo UKIP nel Regno Unito (la prima volta dal 1906 che un partito diverso dai laburisti o dai conservatori aveva vinto un voto nazionale), il Fronte Nazionale in Francia , il Partito Popolare Danese in Danimarca e Syriza in Grecia. I secondi posti sono andati allo Sinn Féin in Irlanda e al Movimento Cinque Stelle in Italia. Herman Van Rompuy, il Presidente del Consiglio europeo, ha deciso dopo le elezioni di rivalutare l'agenda dell'area economica e di avviare consultazioni sui futuri settori politici con i 28 Stati membri.

### Elezioni del 2019
Le elezioni europee del 2019 hanno visto i partiti filoeuropeisti di centrosinistra e centrodestra subire perdite significative inclusa la perdita della loro maggioranza assoluta, mentre verdi, liberali filoeuropeisti, e alcuni partiti di destra euroscettici hanno registrato guadagni significativi. Tra questi troviamo : il Brexit Party nel Regno Unito (lanciato solo il 12 aprile 2019 dall'ex leader dell'UKIP Nigel Farage visto il fallimento del governo May di attuare la Brexit entro il marzo 2019), il Rassemblement National in Francia (ex partito del Fronte Nazionale fino a giugno 2018), Fidesz in Ungheria, Lega in Italia e Diritto e Giustizia in Polonia. Ci sono stati anche notevoli cali di sostegno al Partito Popolare Danese (precedentemente in testa alle elezioni europee del 2014). Mentre Vox è stato eletto con 3 seggi, il primo partito euroscettico spagnolo e il Vlaams Belang del Belgio si sono radunati per guadagnare il secondo posto dopo il pessimo risultato del 2014.

## Euroscetticismo negli Stati membri dell'Unione
91-100%
     81-90%
     71-80%
     61-70%
     51-60%
     41-50%
     81-90%
     71-80%
     61-70%
     51-60%
     41-50%

Dal sondaggio Parlameter 2018, alla domanda "Complessivamente, direbbe che [il nostro Paese] ha beneficiato o no dall'essere un membro dell'UE?", gli intervistati hanno risposto "Ha beneficiato" nelle seguenti percentuali:
91-100%
81-90%
71-80%
61-70%
51-60%
41-50%

Dal sondaggio Parlameter 2018, alla domanda "Se domani si tenesse un referendum riguardante l'appartenenza [del nostro Paese] nell'UE, come voterebbe?", gli intervistati hanno risposto "Voterei per rimanere nell'UE" nelle seguenti percentuali:
81-90%
71-80%
61-70%
51-60%
41-50%

La seguente tabella riporta i risultati dell'indagine del Standard Eurobarometer 86, un sondaggio ufficiale comunitario dell'autunno 2016, sulla percentuale di coloro che hanno un'opinione totalmente negativa dell'Unione europea e la relativa variazione rispetto ai risultati riportati nella primavera 2016.
| Stato       | Percentuale | Variazione |
| ----------- | ----------- | ---------- |
| Media UE    | 25          | -2         |
| Austria     | 35          | 1          |
| Belgio      | 27          | -4         |
| Bulgaria    | 16          | -1         |
| Cipro       | 35          | 5          |
| Croazia     | 18          | -1         |
| Danimarca   | 23          | 1          |
| Estonia     | 14          | -3         |
| Finlandia   | 20          | -2         |
| Francia     | 31          | 2          |
| Germania    | 21          | -8         |
| Grecia      | 47          | 6          |
| Irlanda     | 13          | -1         |
| Italia      | 37          | 5          |
| Lettonia    | 16          | -2         |
| Lituania    | 7           | -2         |
| Lussemburgo | 19          | -3         |
| Malta       | 7           | -6         |
| Paesi Bassi | 28          | -1         |
| Polonia     | 10          | -5         |
| Portogallo  | 16          | -2         |
| Regno Unito | 32          | 4          |
| Rep. Ceca   | 32          | 2          |
| Romania     | 13          | -1         |
| Slovacchia  | 20          | -6         |
| Slovenia    | 19          | -1         |
| Spagna      | 19          | -4         |
| Svezia      | 28          | 3          |
| Ungheria    | 18          | -7         |

### Austria
Nel dicembre del 2016 il candidato nazionalista di destra Norbert Hofer ha perso col 46,2% a favore di Alexander Van der Bellen, sostenuto dal partito I Verdi, al ballottaggio delle elezioni presidenziali. Hofer era il candidato del Partito della Libertà Austriaco, che già negli anni 1990 si oppose all'ingresso dell'Austria nell'Unione europea e all'adozione dell'euro.

### Belgio
In Belgio nella parte fiamminga il partito Vlaams Belang che è definito di estrema destra e indipendentista (propone l'indipendenza delle Fiandre) è anche definito euroscettico.

### Cipro
Le misure di austerità imposte dalla cosiddetta troika a seguito della crisi bancaria del 2013 e del successivo prestito di 10 miliardi di euro hanno probabilmente contribuito a minare la fiducia della popolazione cipriota nei confronti dell'Unione europea, visto che uno dei sondaggi ufficiali del 2016, l'Eurobarometro, ha rivelato che solo circa il 40% dei cittadini riteneva l'Unione europea un fatto positivo per Cipro.

### Danimarca
La socialista Alleanza Rosso-Verde e il piccolo Movimento Popolare contro l'UE esprimono la volontà di indire un referendum per uscire dall'Unione europea, che, secondo alcuni sondaggi del 2016, accomuna il 33% della popolazione, mentre il Partito Popolare Danese, votato dal 21,1% degli elettori alle elezioni legislative del 2015, è stato il principale oppositore del referendum dello stesso anno per una maggiore integrazione europea, che è stato respinto dall'elettorato.

### Finlandia
Anche se in un sondaggio realizzato dopo la Brexit risultava che a desiderare un referendum era solo il 16% della popolazione, il partito dei Veri Finlandesi l'ha inserito nel suo programma elettorale del 2015.

### Francia
In Francia, molti partiti presentano posizioni euroscettiche: essi oscillano tra il sostenere un intervento minore da parte dell'UE negli affari nazionali e la posizione secondo la quale è necessaria l'uscita definitiva dall'Unione e dall'eurozona. Questi partiti sono presenti in tutto lo spettro politico nazionale, sicché le ragioni del loro euroscetticismo possono risultare diverse; ad ogni modo, tutti si sono opposti al Trattato di Lisbona. Molti francesi non sono comunque interessati a questioni di carattere europeo: solo il 40% dell'elettorato francese ha votato alle Elezioni europee del 2009.
Tra i partiti moderatamente euroscettici di centro-destra vi sono il gollista Debout la République, il Movimento per la Francia, Caccia, Pesca, Natura e Tradizioni. Gli ultimi due hanno aderito a Libertas, partito pan-europeo euroscettico. Alle Elezioni europee del 2009, Debout la République ottenne l'1,77% del consenso nazionale e Libertas il 4,8%.
Per ciò che riguarda i partiti di destra, il più influente è il Fronte Nazionale. Nel 2009 questo partito ottenne il 6,34%, risultato che lo rese la più importante forza euroscettica francese. Dopo le elezioni europee del 2014 il Front National, guidato da Marine Le Pen, risulta il primo partito di Francia.
I partiti euroscettici di sinistra tendono a criticare l'agenda liberale dell'Unione, sebbene essi siano favorevoli all'unificazione delle nazioni, per quanto all'interno di un sistema basato sul socialismo, e all'abolizione dei confini nazionali. Tra questi sono inclusi il Parti de Gauche e il Partito Comunista Francese, all'interno del Fronte di Sinistra, che si è presentato alle Elezioni europee del 2009 ottenendo il 6,3% dei consensi. Altri partiti euroscettici di estrema sinistra sono il Nuovo Partito Anticapitalista – che ottenne il 4,8% – e Lotta Operaia, che ottenne l'1,2%. Il Movimento Repubblicano e Cittadino, partito di sinistra e sovranista, non partecipò alle Elezioni del 2009.
Un'altra formazione euroscettica è l'Unione Popolare Repubblicana guidata da François Asselineau.
Il Polo di Rinascita Comunista in Francia, dopo la scissione dal Partito Comunista Francese nel 2004, ha inserito nel suo programma l'uscita dall'Unione europea.

### Germania
Alternativa per la Germania, un partito politico liberale fondato nel 2013 dall'economista Bernd Lucke, aveva tra i suoi obiettivi principali quello di ridurre la burocrazia centralizzata dell'Unione europea e l'abolizione dell'euro con il ritorno alle valute nazionali o la creazione di unioni monetarie più piccole, anche se il fondatore si dichiara filo-europeista. Nel 2015 Lucke abbandonò, a causa del diffondersi di opinioni da lui giudicate xenofobiche, Alternativa per la Germania, che era nel frattempo diventato il primo partito euroscettico a ottenere seggi in una elezione regionale tedesca e aveva potuto eleggere alcuni deputati al Parlamento europeo. Questo movimento politico ora propone una consultazione democratica, simile al referendum sulla Brexit, riguardo alla permanenza della Germania nell'Unione europea.

### Grecia

Poster contro l'Unione Europea ad Atene, nel 2005.

Partito Comunista di Grecia, Alba Dorata, ANTARSYA, Unità Popolare, SYRIZA, Greci Indipendenti e LAOS sono i principali partiti euroscettici in Grecia. Secondo la London School of Economics and Political Science, la Grecia è il secondo Paese dell'UE in termini di euroscetticismo (secondo solo al Regno Unito), con il 50% della popolazione che ritiene che il Paese non abbia tratto alcun beneficio dall'Unione. L'81% della popolazione non si fida dell'Unione. Tali percentuali rappresentano un forte aumento dell'euroscetticismo del Paese a partire dal 2009. Nel giugno 2012, i partiti euroscettici rappresentati al parlamento nazionale (Coalizione, Greci Indipendenti, Alba Dorata, Partito Comunista) hanno ottenuto il 45,8% dei voti e il 40,3% dei seggi parlamentari. Secondo i 32 sondaggi condotti a dicembre 2014, i partiti pro-UE (Nuova Democrazia, Movimento Socialista Panellenico, Sinistra Democratica, Il Fiume e Movimento dei Socialisti Democratici) otterrebbero in media il 42,3% dei voti; gli euroscettici di sinistra il 39,6% e gli euroscettici di destra il 9,9%, con la Coalizione della Sinistra Radicale in testa al 33,5%. Nove sondaggi condotti tra il 1º dicembre 2014 e il 3 gennaio 2015 hanno previsto, in media, 158 seggi in parlamento per i partiti euroscettici di sinistra, 29 per i partiti euroscettici di destra e 113 per i partiti pro-UE.

### Italia

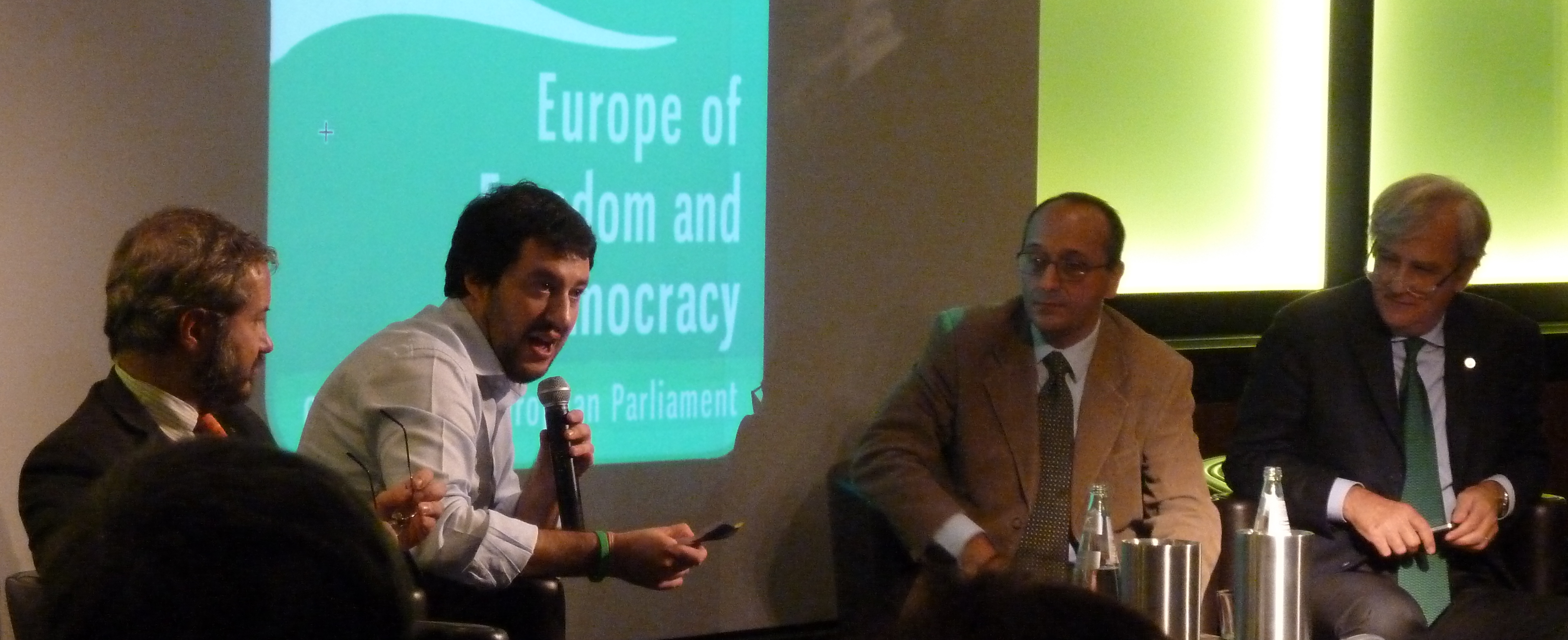
Matteo Salvini, Claudio Borghi Aquilini, Antonio Maria Rinaldi e Alberto Bagnai in occasione del No Euro Day

In Italia uno tra i più grandi partiti euroscettici è la Lega Nord. Essa, considerata una formazione sovranista e populista di destra, ha espresso varie volte idee contrarie all'Unione europea.
Il Movimento 5 Stelle è un partito nato con precise posizioni euroscettiche, ma durante il governo Conte II ha moderato la sua posizione. Alle Elezioni politiche del 2013 il partito di Grillo ottenne il 25,5%, diventando il primo partito euroscettico italiano ad ottenere ampi consensi. Nel 2014, il M5S sostenne un referendum per l'uscita dall'eurozona e il ritorno alla moneta nazionale. Tali posizioni euroscettiche sono state moderate successivamente in una dichiarazione ufficiale pubblica di Di Maio. In seguito alle elezioni europee del 2014 il M5S è entrato a far parte del gruppo europeo euroscettico Europa della Libertà e della Democrazia Diretta fondato da Nigel Farage. Nel 2020, dopo un governo basato sull'anti-establishment, si è allineato su molti fronti con il Partito Democratico, abbracciandone, in parte, le idee favorevoli riguardanti l'Europa.
Su posizioni euroscettiche si colloca anche Fratelli d'Italia. La presidenza del partito, infatti, nella persona di Giorgia Meloni, ha criticato la permanenza – "a queste condizioni" – dell'Italia nell'eurozona, sostenendo in seguito un generale "scioglimento concordato e controllato" della stessa. Giorgia Meloni ha comunque messo in dubbio anche la presenza dell'Italia nell'Unione stessa. Critico nei confronti dell'euro, ma ipotizzando una soluzione differente che non imponga in linea di principio l'uscita dalla moneta unica, è stato anche Ignazio La Russa, membro dell'ufficio di presidenza e presidente dell'assemblea nazionale del partito.
Tra gli esponenti della sinistra italiana che hanno espresso opinioni contrarie alle politiche economiche dell'Unione europea vi sono Alfredo D'Attorre di Articolo 1, Stefano Fassina di Sinistra Italiana, l'ex-sindacalista della Fiom e membro di Potere al Popolo! Giorgio Cremaschi (che giudica l'euro un progetto liberista e auspica una consultazione democratica sui trattati europei), il coordinatore nazionale di Democrazia Sovrana Popolare Marco Rizzo, e intellettuali di sinistra come Claudio Formenti.
Sono movimenti neofascisti euroscettici Forza Nuova di Roberto Fiore, il Movimento Sociale Fiamma Tricolore, che propone la costituzione di una nuova comunità europea allargata alla Russia, e CasaPound.
Inoltre il processo di integrazione europea, soprattutto nell'aspetto dell'introduzione della moneta unica, è stato oggetto di critica da parte di alcuni economisti come Claudio Borghi Aquilini, Alberto Bagnai, Antonio Maria Rinaldi, Paolo Savona, Sergio Cesaratto e Giorgio La Malfa, di filosofi come Diego Fusaro, Vladimiro Giacché e Paolo Becchi e di giuristi come Giuseppe Guarino e Luciano Barra Caracciolo.
Nel luglio 2020, il senatore Gianluigi Paragone ha formato Italexit, un partito politico con l'obiettivo principale di ritirare l'Italia dall'Unione europea.

### Lettonia
Una formazione specificatamente euroscettica è il Partito d'Azione (Rīcības partija), già Organizzazione Politica "Euroscettici" (Politiskā organizācija "Eiroskeptiķi"). Si tratta di una forza politica minoritaria (0,96% alle europee 2004, 0,37% alle parlamentari 2006, 0,43% alle europee 2009, 0,13% alle parlamentari 2018, 0,17% alle europee 2019).

### Lussemburgo
Nel panorama politico del Lussemburgo  manca un partito veramente euroscettico, anche se il Partito Riformista di Alternativa Democratica, che alle elezioni europee del 2014 ha guadagnato il 7,53% dei voti, è considerato quello più critico nei confronti dell'Unione europea.

### Malta
A differenza del Partito Nazionalista maltese, il Partito Laburista, un tempo favorevole all'isolazionismo rispetto agli altri stati europei, in occasione del referendum del 2003 si oppose all'ingresso nell'Unione europea, ma in seguito assunse una posizione filo-europeista.

### Paesi Bassi
Nei Paesi Bassi il partito di Geert Wilders, PVV (Partij voor de Vrijheid) che si profila anti-islam, è anche contro l'Unione europea.

### Portogallo
Critiche nei confronti delle politiche economiche dell'Unione europea, considerate neoliberali, sono state mosse dal Partito Socialista e dal Partito Comunista Portoghese, che ha proposto una revisione del patto di stabilità e crescita, mentre il Centro Democratico Sociale - Partito Popolare ha espresso la volontà di preservare la sovranità del paese dal processo di integrazione europea e varie preoccupazioni si sono diffuse in occasione dell'allargamento dell'Unione europea ai paesi dell'Europa orientale.

### Repubblica Ceca
Nel maggio 2010, il presidente ceco Václav Klaus ha sostenuto che "non c'è fretta di entrare nell'eurozona". L'economista Petr Mach, stretto collaboratore del presidente Klaus e membro – dal 1997 al 2007 – del Partito Democratico Civico, fondò, nel 2009, il Partito dei Liberi Cittadini. Questo partito si propone principalmente di attrarre gli elettori insoddisfatti del Partito Democratico Civico. Durante il periodo della sua ratifica, condussero attivamente una campagna contro il Trattato di Lisbona, contrariamente al Partito Democratico Civico al governo, che lo approvò alla Camera dei deputati. A seguito dell'avvenuta ratifica del Trattato, si dichiarano favorevoli all'uscita completa dall'Unione europea.

### Spagna
Sebbene nessuno tra i principali partiti sia apertamente euroscettico, la fiducia nell'Unione europea degli spagnoli è in declino secondo i sondaggi e Podemos è critico su alcuni aspetti delle sue politiche. Il variegato movimento degli Indignados, che è composto dai simpatizzanti di vari partiti politici di sinistra, è nato anche come espressione della protesta nei confronti dell'Unione europea e delle sue politiche economiche durante la grande recessione.

### Svezia
In Svezia, paese che tra l'altro non ha aderito all'euro, i principali movimenti euroscettici sono il partito dei Democratici Svedesi, che col 12,9% di preferenze alle elezioni legislative del 2014 intende rinegoziare i trattati con l'Unione europea, e il Partito della Sinistra, che nelle suddette elezioni ha ottenuto il 5,7% ed è favorevole all'uscita dall'Unione europea.

### Ungheria
Viktor Orbán, leader del partito di destra Fidesz e primo ministro dal 2010, si è mostrato estremamente critico nei confronti delle istituzioni comunitarie, soprattutto al riguardo della gestione della crisi migratoria, pur non protendendo a favore dell'abbandono dell'Unione europea. Al contrario, il movimento di estrema destra Jobbik, terzo partito ungherese, è apertamente schierato a favore dell'uscita dell'Ungheria.

## Euroscetticismo in altri Paesi europei

### Bielorussia
Il presidente Aljaksandr Lukašėnka mantiene un rapporto consolidato con la Russia di Vladimir Putin. Le relazioni fra il governo di Minsk e l'Organizzazione del Trattato dell'Atlantico del Nord e L'UE sono molto complicate. Inoltre, la Bielorussia insieme ad altri Paesi del continente Euroasiatico (principalmente ex Repubbliche Socialiste Sovietiche), fa parte dell'Unione economica eurasiatica.

### Regno Unito
Nel 1993, quando lo Ukip, partito contrario alla permanenza del Regno Unito nell'Unione europea, venne fondato dallo storico Alan Sked, che in seguito lo abbandonò, era appena stato firmato il Trattato di Maastricht. Tuttavia il neonato movimento politico non ricevette molto consenso dall'elettorato britannico, tanto che nelle elezioni del 1997 ottenne solo l'1%, ma già nel 2004 conquistò 12 seggi al Parlamento europeo, nel 2009 sorpassò i Liberal Democratici e, nel 2014, divenne il partito britannico con più seggi al Parlamento europeo, sebbene, anche a causa del sistema elettorale britannico, abbiano ottenuto il primo seggio al Parlamento del Regno Unito solo nell'ottobre dello stesso anno. Attualmente membri del gruppo Europa della Libertà e della Democrazia, spesso vicini ad altri movimenti euroscettici, come il Partito per la Libertà olandese e il Rassemblement National francese, il partito è stato guidato da Nigel Farage, che aveva abbandonato il Partito Conservatore per partecipare alla fondazione dello Ukip. In questo contesto il politico conservatore David Cameron, che era primo ministro del Regno Unito, promise un referendum sulla permanenza del Regno Unito nell'Unione europea, che fu vinto nel giugno del 2016 dai sostenitori del leave (uscita dall'Unione europea) con il 52% dei voti e il 70% di affluenza alle urne, a dispetto della precedente rinegoziazione sul ruolo del paese all'interno dell'Unione europea e nonostante il Partito Laburista e parte del Partito Conservatore, tra cui lo stesso David Cameron, si fossero schierati a favore del remain. Il risultato del voto ha avuto risultati differenti tra i paesi costitutivi del Regno Unito, con una maggioranza in Inghilterra e Galles che votarono per andarsene, e una maggioranza in Scozia e Irlanda del Nord, nonché Gibilterra (un territorio britannico d'oltremare), che votarono per restare nell'UE. A causa del fallimento del governo di Theresa May di ottenere un accordo sui negoziati con l'Ue per la Brexit entro il marzo del 2019, il Regno Unito partecipò alle elezioni europee in cui ci fu il successo del neocostituito partito di Nigel Farage, il Brexit Party (che aveva in precedenza abbandonato lo Ukip), partito che aveva come obiettivo unico portare alla fuoriuscita del Regno Unito dall'Unione Europea. Ciò, unito al nuovo governo conservatore di Boris Johnson (subentrato nel giugno 2019 a Theresa May come leader del Partito Conservatore) ed alle elezioni anticipate nel Regno Unito nel dicembre 2019, ha determinato un'accelerazione nel processo di stipula di un accordo bilaterale per l'uscita del Regno Unito dall'UE. Il 23 gennaio 2020 il Parlamento del Regno Unito ha ratificato un accordo di uscita dall'Unione europea, ratificato dal Parlamento dell'UE il 30 gennaio. Il 31 gennaio il Regno Unito ha ufficialmente lasciato l'Unione Europea dopo 47 anni. Durante un periodo di transizione fino al 31 dicembre 2020, il Regno Unito ha ancora seguito le norme dell'UE e ha continuato il libero scambio e la libera circolazione per le persone all'interno dell'Unione europea.

### San Marino
Uno dei due quesiti del referendum del 20 ottobre 2013 riguardava la presentazione di una domanda di adesione all'Unione europea, contro la quale si erano schierati i movimenti Rete e Noi Sammarinesi, mentre la maggior parte dei partiti di sinistra (Partito Socialista, Sinistra Unita, Unione per la Repubblica) era favorevole, il Partito Democratico Cristiano Sammarinese ha invitato a votare scheda bianca e l’Alleanza Popolare si è dichiarata neutrale. Alla fine non è stato raggiunto il quorum, pari al 36%, forse anche per le preoccupazioni legate al principio della libera circolazione delle persone, che avrebbe potuto rendere più difficile il controllo dell'immigrazione.

### Serbia
La Serbia ha presentato domanda di adesione all'Unione Europea (UE) nel 2009 ed è candidata all'adesione dal 2012, insieme ad altri nove stati. Tuttavia, un sondaggio del giugno 2023 ha rivelato che solo il 33% dei serbi desidera entrare nell'UE, evidenziando un significativo euroscetticismo all'interno del paese. Le motivazioni sono complesse e radicate in vari fattori. Il non riconoscimento del Kosovo da parte della Serbia rimane un punto di attrito significativo con l'UE, che ha riconosciuto l'indipendenza di quest'ultimo. Inoltre, la Serbia mantiene un forte allineamento con la politica estera della Russia, piuttosto che con quella europea. Il panorama politico interno della Serbia contribuisce ulteriormente all'euroscetticismo. Il paese sta affrontando un arretramento democratico e un invecchiamento della popolazione, che portano a una maggiore sfaccettatura nazionalista. Le accuse di brogli nelle elezioni del dicembre 2023 e le preoccupazioni riguardanti lo Stato di diritto e la libertà dei media rafforzano la percezione di una politica nazionalista, allontanando ulteriormente la prospettiva di adesione all'UE.

### Svizzera
In Svizzera sono considerati euroscettici gli avversari di una eventuale adesione all'Unione europea (di cui la Svizzera non è Stato membro), cioè la quasi totalità del paese. Tra i partiti euroscettici svizzeri vi sono la Lega dei Ticinesi, l'UDC e i Democratici Svizzeri.

## Partiti
Diversi partiti vengono comunemente classificati come euroscettici:
- Austria: Team Stronach[85]
- Belgio: Libertaria, Diretta, Democratica[86]
- Danimarca: Movimento di Giugno,[87] Movimento Popolare contro l'UE[87]
- Francia: Movimento per la Francia,[87] Movimento Repubblicano e Cittadino,[87] Rassemblement National
- Islanda: Partito dell'Indipendenza,[88] Partito Liberale
- Italia: Lega Nord,[89][90] Fratelli d'Italia - Alleanza Nazionale[91], Movimento 5 Stelle[92], Forza Nuova[93], Fiamma Tricolore[94], No Euro[95], Fronte Nazionale[96], Potere al popolo!, CasaPound Italia, Partito Comunista, Partito Comunista Italiano, Italexit, Democrazia Sovrana Popolare
- Regno Unito: Partito Conservatore,[97][98] Partito per l'Indipendenza del Regno Unito,[87] Partito Unionista dell'Ulster[99]
- Rep. Ceca: Partito Democratico Civico[100]
- Germania: Partito Nazional Democratico tedesco, Alternativa per la Germania

A livello europeo i partiti euroscettici sono riuniti nell'Alleanza dei Conservatori e dei Riformisti Europei e in Europa delle Nazioni e della Libertà (il primo a orientamento conservatore e liberista, il secondo nazionalconservatore e di destra populista).